# Arterija žučnog mjehura
Arterija žučnog mjehura (lat. arteria cystica) je krvna žila u trbušnoj šupljini koja oksigeniranom krvlju opskrbljuje žučni mjehur i vod žučnog mjehura (lat. ductus cysticus).
Arterija žučnog mjehura je ogranak desne grane vlastite jetrene arterije u 70% slučajeva. Prolazi kroz hepatobilijarni trokut.